# 천포항
천포항(淺浦港)은 경상남도 남해군 창선면 가인리, 천포마을 인근에 있는 어항이다. 2002년 8월 6일 어촌정주어항으로 지정하여 관리하고 있다. 시설관리자는 남해군수이다.

## 어항 연혁
- 마을앞의 개가 옅다고 하여 여튼개 즉 천포(淺浦)라 불렀다고 한다.

## 어항 시설
- 방파제 L=82, B=5.5, 선착장 L=79m, B=6.0m, 물량장 L=110m, B=14m, 호안 L=582, B=7m

## 주요 어종
- 장어, 도다리, 노래미, 볼락 등